# Darwin Deez
Darwin Deez es una banda indie estadounidense de la ciudad de Nueva York. Firmaron para el sello discográfico Lucky Number. El líder del grupo Darwin Deez (Darwin Smith) estudió en la Universidad Wesleyan y anteriormente fue un guitarrista de Creaky Boards y un rapero. Lanzaron un álbum llamado Darwin Deez. En la actualidad Darwin Smith vive en Asheville, Carolina del Norte.
Sus influencias del grupo son: Weezer, The Dismemberment Plan, Big Pun y Michael Jackson. según como lo indican en su página de Facebook del grupo.

## Historia

### Álbum debut
La banda comenzó a recibir la atención del público en el Reino Unido a finales de 2009, que siguió a la liberación del primer sencillo de la banda, "Constellations". En abril de 2010, la banda lanzó su segundo sencillo, "Radar Detector", que alcanzó el # 62 en el UK Singles Chart y # 5 en el UK Indie Chart. Él ha aparecido en la portada del NME y fue colocado en el Top 10 de la lista anual Cool List. La banda auto-tituló su álbum debut, Darwin Deez, que fue lanzado el 12 de abril de 2010 en el Reino Unido y el 22 de febrero de 2011 en los Estados Unidos. El tercer sencillo del álbum, "Up In The Clouds", fue lanzado el 12 de julio de 2010.
En febrero de 2011, lanzaron un mixtape titulado Wonky Beats. Darwin Deez se embarcó en una gira por Australia en abril de 2011, tiempo durante el cual tocaron en el festival Groovin the Moo y varios espectáculos secundarios.
En febrero de 2013, Darwin Deez lanzó su segundo álbum titulado Songs For Imaginative People y se fue de gira para promocionar el álbum.

## Discografía

### Álbumes
| Año  | Detalles del álbum | Posición    | Posición        |
| Año  | Detalles del álbum | Reino Unido | Reino Unido IND |
| ---- | --- | ----------- | --------------- |
| 2010 | Darwin Deez - Estrenado: 10 de mayo de 2010 - Género: Indie rock - Discográfica: Lucky Number - Formato: CD, descarga digital        | 61          | 3               |
| 2013 | Songs For Imaginative People - Released: 11th February 2013 - Genre: Indie Rock - Label: Lucky Number - Format: CD, descarga digital | 91          | N/A             |

### Sencillos
| Año  | Título                           | Posición    | Posición        | Álbum       |
| Año  | Título                           | Reino Unido | Reino Unido IND | Álbum       |
| ---- | -------------------------------- | ----------- | --------------- | ----------- |
| 2009 | "Constellations"                 | –           | –               | Darwin Deez |
| 2010 | "Radar Detector"                 | 62          | 5               | Darwin Deez |
| 2010 | "Up In The Clouds"               | 120         | 13              | Darwin Deez |
| 2010 | "Constellations" (relanzamiento) | 174         | 15              | Darwin Deez |
| 2010 | "Bad Day"                        | –           | –               | Darwin Deez |

### Vídeos musicales
| Año  | Título                 | Director        |
| ---- | ---------------------- | --------------- |
| 2010 | "Radar Detector"       | Ace Norton      |
| 2010 | "Up In the Clouds"     | Tom Kingsley    |
| 2010 | "Constellations"       | Terri Timely    |
| 2010 | "DNA"                  | Miles Crawford  |
| 2012 | "Free"                 | Ninian Doff     |
| 2013 | "You Can't Be My Girl" | Keith Schofield |